# Polyphylla parva
Polyphylla parva är en skalbaggsart som beskrevs av Kobayashi och Chou 2008. Polyphylla parva ingår i släktet Polyphylla och familjen Melolonthidae. Inga underarter finns listade i Catalogue of Life.